# Pasigrafie

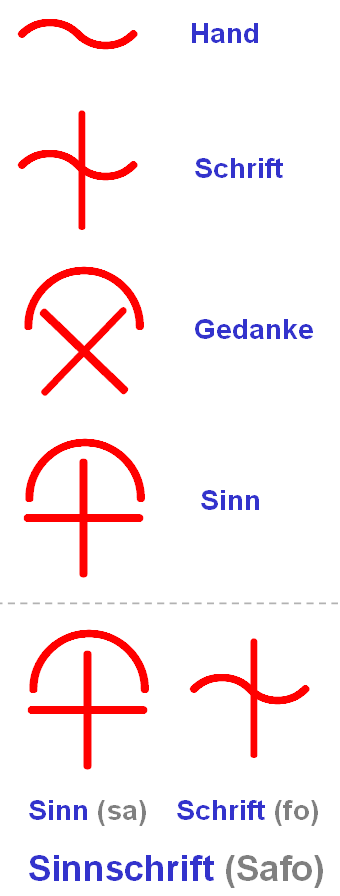
Beispiele für Eckardts Safo

Eine Pasigrafie bzw. Pasigraphie (griechisch πᾶν pan/pas-, deutsch ‚alle‘ und γράφειν graphein, deutsch ‚schreiben‘) ist eine Schrift, die für Menschen der unterschiedlichsten Sprachen verständlich sein soll. Piktogramme an Orten, an denen Angehörige vieler verschiedener Nationen und Sprachen zusammenkommen (beispielsweise auf internationalen Flughäfen), sind ein Schritt in diese Richtung. Die Piktogramme, die der Gestalter Otl Aicher für Hinweisschilder der Olympischen Sommerspiele von München 1972 schuf, waren als Orientierungshilfen geeignet, jedoch weit vom Status einer vollständigen Schrift entfernt.
Die Pasigrafie ist per definitionem eine Universalschrift mit allgemein verständlichen Zeichen. Diese Idee geht auf Leibniz zurück. Bei ihm heißt diese Idee lateinisch scriptura universalis oder französisch écriture universelle. Beides bedeutet Universalschrift. Leibniz experimentierte sein Leben lang mit Entwürfen zu einer Universalsprache und einer Universalschrift. In einer Denkschrift schlug er Peter dem Großen eine Fragebogenaktion zur Ermittlung eines Kernwortschatzes entlegener Sprachen aus dem russischen Kolonialgebiet vor. Auch für die chinesische Schrift interessierte sich Leibniz aus diesen Gründen und er stand in regem Briefverkehr mit Jesuiten, die in der Chinamission tätig waren.
Eine solche konstruierte Sprache (lingua characteristica universalis) verlangt eine maximale Anpassung an logisch-philosophische und mathematische Strukturen. Die Wörter sollen, nach Leibniz, nicht nur Ideen wiedergeben, sondern auch deren Beziehungen veranschaulichen.
Die universale symbolische Sprache sollte drei Zielen dienen.
1. eine internationale Hilfssprache
2. ein einfaches System von Symbolen zum Ausdruck des existierenden und des möglichen Wissens
3. als Werkzeug mit formalen Regeln zur Entdeckung neuer Wahrheiten aus bereits bekannten dienen.

## Personen, die versuchten, eine Universalschrift zu schaffen

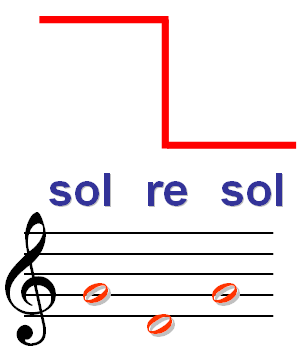
Die Silben sol, re und sol im Namen der Plansprache Solresol

- Zum ersten Mal dürfte das Wort ‚Pasigrafie‘ 1797 von Joseph de Maimieux in seiner Abhandlung Pasigraphie ou premiers éléments du novel art-science d'écrire et d'imprimer en une langue de manière à être lu et entendu dans toute autre langue sans traduction verwendet worden sein. Sein System beruht auf zwölf Grundzeichen, die durch Kombinationen aus je drei bis fünf Zeichen den Grundwortschatz bilden.
- Der Franzose Jean François Sudre konstruierte sein Solresol auf den sieben Solmisations-Silben (do, re, mi …). Diese Schrift-Sprache konnte gesungen, geschrieben und gesprochen werden.
- Um 1807 gibt C. Demainieux in Paris öffentliche Gratis-Vorträge zur Pasigrafie.[1]
- 1864 gründete Karl Obermair in München einen pasigraphischen Verein. Bachmeiers System stützte sich auf eine Markierung der Zeichen durch arabische Ziffern. Durch Unter- oder Durchstreichen der Zahlen sowie durch oberhalb gesetzte Striche wird die verschiedene Wortbedeutung angezeigt. Diese Idee fand zu ihrer Zeit durchaus breite Unterstützung.
- Im selben Jahr wie Bachmeier legte Moses Paic in Wien sein System einer Universalsprache sowohl durch die Schrift (Pasigraphie), als auch durch die Laute (Pasilogie) durch Begriffsfixierung mittelst arabischer Zahlzeichen und deren Lautfixirung für den internationalen Verkehr vor. Beispiele: ‚Ich höre‘ wird geschrieben: 2074+ 111 und gesprochen: dullomaba. ‚Du hörst‘ wäre: 2074+ 112 resp. dullomabe. Dies ergibt sich daraus, dass jeder Ziffer ein Laut zugeordnet wird. Schwierig gestaltet sich das System insofern, als auch der Rhythmus als Unterscheidungsmerkmal herangezogen wird – dala (2171) wird spondeisch betont und heißt ‚Schweigens‘ (Genetiv von Schweigen), dalas (2176 – ‚Singens‘) ist trochäisch zu intonieren; auch Jamben, Pyrrhichii, Daktylen sind erforderlich, um Paic's Universalsprache anzuwenden.
- A. D. Lutomirski, ein Sprachlehrer aus Rotterdam, entwickelte 1887 eine Pasistenographie, also eine Kurzschrift, die seiner Ansicht nach für alle Lautsprachen geeignet sein sollte. Sie setzt sich aus fünf alphabetischen und sieben grammatischen Zeichen zusammen – hierzu kommen ein Punkt oder ein Strich als Unterscheidungsmerkmale.
- Der deutsche Koreanist Andre Eckardt schuf ausgehend von den chinesischen Schriftzeichen eine Schrift, die er Safo (= Sinnschrift) nannte.

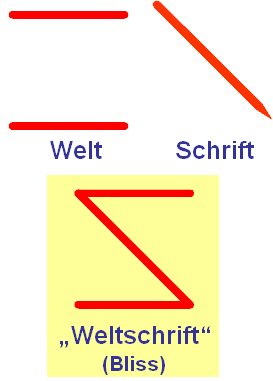
Bliss-Symbole

- Der österreichisch-ungarische Jude Karl Kasiel Blitz (Charles K. Bliss), der auf seiner Flucht im Ghetto von Shanghai die chinesische Schrift kennenlernte, schuf die Bliss-Symbole. Bliss fiel auf, dass die Schriftzeichen in verschiedenen Provinzen Chinas unterschiedlich ausgesprochen wurden, aber in ganz China gleich verstanden wurden. Doch seine so genannte Semasiografie geriet in Vergessenheit, bis Jahrzehnte später eine kanadische Behindertenorganisation nach leicht erlernbaren Symbolen für spastisch Gelähmte suchte.